# Pas zapór
Pas zapór – jest to powierzchnia terenu z różnego rodzaju zaporami inżynieryjnymi rozbudowanymi wzdłuż frontu na określoną głębokość. Pas zapór powinien w zasadzie pokrywać się z pasem działania ogólnowojskowego związku taktycznego (związku operacyjnego). Pas zapór tworzą zazwyczaj zapory: przeciwpancerne, przeciwpiechotne oraz przeciwdesantowe. Zapory te powinny być tak usytuowane, aby stanowiły jednolity system osłaniany ogniem.